# Cantone di Andrésy
Il Cantone di Andrésy era una divisione amministrativa dell'arrondissement di Saint-Germain-en-Laye.
È stato soppresso a seguito della riforma complessiva dei cantoni del 2014, che è entrata in vigore con le elezioni dipartimentali del 2015, confluendo nel Cantone di Conflans-Sainte-Honorine.
Comprendeva i comuni di:
- Andrésy
- Chanteloup-les-Vignes
- Maurecourt